# بالياراين
بلدية بالياراين (بالإسبانية: Baliarrain) هي بلدية تقع في مقاطعة غيبوثكوا التابعة لمنطقة إقليم الباسك شمال إسبانيا.

## الديموغرافيا
يبلغ عدد سكان بلدية بالياراين 122 نسمة عام 2011 (وفقاً للمعهد الوطني للإحصاء الإسباني).
| 94 | 85 | 100 | 96 | 91 | 110 | 122 |